# Dragula
"Dragula" to piosenka industrial metalowa stworzona na pierwszy album studyjny amerykańskiego wokalisty Roba Zombie Hellbilly Deluxe (1998). Wyprodukowany przez Zombie i Scotta Humphreya, utwór wydany został jako inauguracyjny singel promujący krążek dnia 24 sierpnia 1998 roku. Jest to debiutancki singel Roba Zombie jako solowego artysty; wcześniej był on członkiem zespołu White Zombie. "Dragulę" wymienia się jako najbardziej rozpoznawalną piosenkę wykonawcy, charakterystyczną dla stylu jego muzyki. To także najlepiej sprzedający się singel Zombie. Do 2010 w Stanach Zjednoczonych wyprzedano siedemset dwadzieścia tysięcy kopii wydawnictwa. Kompozycja jest jedynym w dyskografii piosenkarza singlem, który plasował się na liście Billboard Hot 100 − w rozszerzeniu tego zestawienia "Dragula" zajął szesnaste miejsce (116. w Hot 100). Utwór notowany był wysoko na listach przebojów w Kanadzie i Wielkiej Brytanii.
Tytuł utworu pochodzi od samochodu o nazwie "DRAG-U-LA", wykorzystanego w serialu telewizyjnym The Munsters (1964−1966). W piosence użyto wykonywany przez Christophera Lee fragment audio z filmu grozy Miasto umarłych (The City of the Dead, 1960). Koncept utworu opiera się na nawiązaniach do horroru w ogóle. "Dragula" promowany był teledyskiem, który okazał się przebojem MTV. W klipie Zombie prowadzi auto Munster Koach − pojazd, który należał do bohaterów sitcomu The Munsters. Ujęcie te przeplatają się ze scenami z udziałem muzyków rockowych oraz fragmentami filmów i klasycznego serialu The Phantom Creeps (1939). Wideo wykorzystano w horrorze komediowym Zręczne ręce (Idle Hands, 1999). "Dragula" tworzy tracklisty kompilacji Past, Present & Future (2003) i The Best of Rob Zombie (2006), jest też częścią kultury masowej, korzystają z niej między innymi twórcy ścieżek dźwiękowych do projektów filmowych oraz gier wideo. Nagranie posiada prominentne miejsce na soundtracku do filmu Matrix (1999). Covery utworu nagrali Mitchell Sigman (jego wersja trafiła na tribute album The Electro-Industrial Tribute to Rob Zombie) oraz zespół Motionless in White.

## Listy utworów i formaty singla
Brytyjski CD maxi-singel
1. "Dragula" − 3:42
2. "Dragula" (Hot Rod Herman Remix) − 4:36
3. "Dragula" (Enhanced Music Video) − 3:42

Amerykański CD maxi-singel
1. "Dragula" − 3:42
2. "Dragula" (Hot Rod Herman Remix) − 4:36
3. "What Lurks On Channel X?" − 2:29

## Twórcy
- Wokale, tekst utworu, produkcja, kierownictwo artystyczne: Rob Zombie
- Mastering: Tom Baker
- Produkcja, programming, miksowanie, inżynieria dźwięku: Scott Humphrey, współpr. Paul DeCarli, Chris Lord-Alge, Frank Gryner
- Gitara: Mike Riggs
- Gitara basowa: Rob "Blasko" Nicholson
- Bęben: John Tempesta

## Pozycje na listach przebojów
| Kraj              | Notowanie (1998)       | Wydawca   | Najwyższa pozycja |
| ----------------- | ---------------------- | --------- | ----------------- |
| Kanada            | Rock/Alternative 30    | RPM       | 1                 |
| Stany Zjednoczone | Bubbling Under Hot 100 | Billboard | 16                |
| Stany Zjednoczone | Mainstream Rock Tracks | Billboard | 6                 |
| Stany Zjednoczone | Modern Rock Tracks     | Billboard | 27                |
| Wielka Brytania   | UK Singles Chart       | OCC       | 44                |